# 史館
史館，又名史閣，官署名，始建於北齊。
北齊始置史館，天保四年魏收受诏撰修《魏书》，房延祐、辛元植、刁柔、裴昂之、高孝乾等参预修撰。唐太宗時，建立史館，有專人編修前代和唐代國史，如《晉書》、《梁書》、《陳書》、《北齊書》、《周書》、《隋書》皆編修於史館，例以宰相领衔长官，称“監修国史”，其他職務包含著作郎、起居郎、起居舍人，另有修撰、直館等若干名，包含宰相以下各部門均須按時送交材料。到宋朝，史館與集賢書院、弘文館合稱“三館”。

## 外部連結
- 赖瑞和：〈唐代史馆史官的使职官名 （页面存档备份，存于）〉。